# Wörth an der Lafnitz
Wörth an der Lafnitz  är en ort i  kommunen Rohr bei Hartberg i Österrike. Den ligger i distriktet Hartberg-Fürstenfeld i förbundslandet Steiermark.
Wörth an der Lafnitz var tidigare en självständig kommun, men blev den 1 januari 2015 en del av kommunen Rohr bei Hartberg. 